# Dominicaanse Republiek op de Olympische Zomerspelen 2004
De Dominicaanse Republiek nam deel aan de Olympische Zomerspelen 2004 in Athene, Griekenland. Félix Sánchez ging de geschiedenisboeken in als de eerste sporter die voor zijn land een gouden olympische medaille won.

## Medailleoverzicht
| Sport    | Olympiër      | Discipline       | Medaille |
| -------- | ------------- | ---------------- | -------- |
| Atletiek | Félix Sánchez | 400 m horden (m) | Goud     |

## Deelnemers en resultaten per onderdeel

### Atletiek
| Olympiër               | Onderdeel        | Resultaat | Prestatie                                                                  |
| ---------------------- | ---------------- | --------- | -------------------------------------------------------------------------- |
| Juan Sainfleur         | 100m (m)         | DNF       | serie 3: niet gefinisht                                                    |
| Carlos Santa           | 400m (m)         | 13e       | serie 5: 1ste in 45,31 halve finale 3: 4de in 45,58                        |
| Félix Sánchez          | 400m horden (m)  | Goud      | serie 4: 1ste in 48,51 halve finale 1: 1ste in 47,93 finale: 1ste in 47,63 |
|                        |                  |           |                                                                            |
| Juana Rosario Arrendel | hoogspringen (v) | 16e       | kwalificatie groep B: 11de met 1,89m                                       |
| Flor Vasquez           | kogelstoten (v)  | 15e       | kwalificatie groep B: 8ste met 17,99m                                      |

### Boksen
| Olympiër           | Onderdeel | Resultaat | Prestatie                                                               |
| ------------------ | --------- | --------- | ----------------------------------------------------------------------- |
| Juan Carlos Payano | -51kg (m) | 9e        | 1ste ronde: W van BLR Vankeev: 26-18 2de ronde: V van FRA Thomas: 17-36 |
| Argenis Mendez     | -54kg (m) | 17e       | 1ste ronde: V van UKR Tretyak: 24-30                                    |
| Manuel Felix Diaz  | -60kg (m) | 9e        | 1ste ronde: vrij 2de ronde: V van KAZ Yeleuov: 16-28                    |
| Isidro Mosquera    | -64kg (m) | 17e       | 1ste ronde: V van MAR Hicham Nafil: 40-42                               |
| Juan José Ubaldo   | -75kg (m) | 17e       | 1ste ronde: V van CMR Njikam: beslissing                                |

### Gewichtheffen
| Olympiër   | Onderdeel | Resultaat | Prestatie                                                        |
| ---------- | --------- | --------- | ---------------------------------------------------------------- |
| Wanda Rijo | -75kg (v) | 10e       | trekken: 10de met 110kg stoten: 10de met 127,5kg totaal: 237,5kg |

### Judo
| Olympiër                      | Onderdeel  | Resultaat | Prestatie                                                                                                   |
| ----------------------------- | ---------- | --------- | --- |
| Modesto Lara                  | -60kg (m)  | 13e       | 1ste ronde: V van JPN Nomura:ippon herkansingen: V van GER Gussenberg: yuko                                 |
| Juan Carlos Jacinto           | -66kg (m)  | 21e       | 1ste ronde: V van KAZ Kipshakbayev: waza-ari                                                                |
| Jose Miguel Boissard Ramirez  | -81kg (m)  | 21e       | 1ste ronde: V van GER Wanner: ippon                                                                         |
| Vicbart Geraldino             | -90kg (m)  | 13e       | 1ste ronde: W van AND Besolí: ippon 2de ronde: V van GBR Gordon: ippon herkansingen: V van AUS Kelly: ippon |
| Jose Eugenio Vasquez de Jesus | -100kg (m) | 21e       | 1ste ronde: V van FIN Peltola: ippon                                                                        |

### Schietsport
| Olympiër                  | Onderdeel | Resultaat | Prestatie                          |
| ------------------------- | --------- | --------- | ---------------------------------- |
| Julio E. Dujarric Lembcke | skeet (m) | 21e       | kwalificatie: 21ste met 119 punten |

### Taekwondo
| Olympiër         | Onderdeel | Resultaat | Prestatie |
| ---------------- | --------- | --------- | --- |
| Gabriel Mercedes | -58kg (m) | 5e        | 1ste ronde: V van MEX Salazar: 1-10 herkansingen: W van UKR Shaposhnyk: walk-over herkansingen 2: V van EGY Bayoumi: walk-over |

### Tafeltennis
| Olympiër | Onderdeel     | Resultaat | Prestatie |
| -------- | ------------- | --------- | --- |
| Ju Lin   | enkelspel (m) | 9e        | 1ste ronde: W van JPN Yuzawa: 4-1 (11-8, 7-11, 11-8, 11-3, 11-9) 2de ronde: W van RUS Smirnov: 4-1 (11-9, 7-11, 11-4, 11-5, 11-6) 3de ronde: W van BEL Saive: 4-2 (11-5, 11-4, 5-11, 11-13, 18-16, 11-8) 4de ronde: V van CHN Wang: 1-4 (5-11, 7-11, 11-7, 10-12, 7-11) |
|          |               |           | |
| Xue Wu   | enkelspel (v) | 33e       | 1ste ronde: W van RUS Fadeyeva: 4-1 (9-11, 11-8, 11-6, 11-7, 11-9) 2de ronde: V van JPN Fujinuma: 0-4 (11-13, 7-11, 12-14, 5-11) |

### Volleybal
| Olympiër | Onderdeel | Resultaat | Prestatie |
| --- | --------- | --------- | --- |
| Annerys Vargas Yudelkys Bautista Evelyn Carrera Alexandra Caso Sofia Mercedes Juana Saviñon Milagros Cabral Juana Miguelina Gonzalez Francia Jackson Prisilla Rivera Cosiri Rodriguez Kenia Moreta | zaal (v)  | 11e       | groep B: 6de V van Rusland: 0-3 (17-25, 13-25, 16-25) V van China: 0-3 (20-25, 16-25, 16-25) W van Verenigde Staten: 3-2 (26-24, 22-25, 27-25, 23-25, 19-17) V van Cuba: 0-3 (23-25, 17-25, 23-25) V van Duitsland: 0-3 (16-25, 19-25, 21-25) |

| Groep B |                        |             |             |             |      |      |       |           |           |           |        |
| #       | Land                   | Wedstrijden | Wedstrijden | Wedstrijden | Sets | Sets | Sets  | Setpunten | Setpunten | Setpunten | Punten |
| #       | Land                   | G           | W           | V           | V    | T    | Saldo | V         | T         | Saldo     | Punten |
| 1       | China                  | 5           | 4           | 1           | 14   | 4    | +10   | 429       | 346       | +83       | 9      |
| 2       | Rusland                | 5           | 3           | 2           | 11   | 8    | +3    | 426       | 388       | +38       | 8      |
| 3       | Cuba                   | 5           | 3           | 2           | 11   | 10   | +1    | 443       | 460       | -17       | 8      |
| 4       | Verenigde Staten       | 5           | 2           | 3           | 11   | 10   | +1    | 472       | 467       | +5        | 7      |
| 5       | Duitsland              | 5           | 2           | 3           | 7    | 11   | -4    | 387       | 414       | -27       | 7      |
| 6       | Dominicaanse Republiek | 5           | 1           | 4           | 3    | 14   | -11   | 334       | 416       | -82       | 6      |

| Ronde       | Datum  | Plaats                 | Land | Score                  | Land |
| ----------- | ------ | ---------------------- | ---- | ---------------------- | ---- |
| Groepsfase  |        |                        |      |                        |      |
| 14 augustus | Athene | Dominicaanse Republiek | 0-3  | Rusland                |      |
| 16 augustus | Athene | China                  | 3-0  | Dominicaanse Republiek |      |
| 18 augustus | Athene | Dominicaanse Republiek | 3-2  | Verenigde Staten       |      |
| 20 augustus | Athene | China                  | 0-3  | Cuba                   |      |
| 22 augustus | Athene | Duitsland              | 3-0  | Dominicaanse Republiek |      |

### Worstelen
| Olympiër       | Onderdeel      | Resultaat      | Prestatie                                                 |
| Grieks-Romeins | Grieks-Romeins | Grieks-Romeins | Grieks-Romeins                                            |
| -------------- | -------------- | -------------- | --------------------------------------------------------- |
| Jansel Ramirez | -55kg (m)      | 22e            | groep 1: 3de V van HUN Majoros: 0-3 V van JPN Toyota: 0-4 |

Afghanistan · Albanië · Algerije · Amerikaanse Maagdeneilanden · Amerikaans-Samoa · Andorra · Angola · Antigua en Barbuda · Argentinië · Armenië · Aruba · Australië · Azerbeidzjan · Bahama's · Bahrein · Bangladesh · Barbados · België · Belize · Benin · Bermuda · Bhutan · Bolivia · Bosnië en Herzegovina · Botswana · Brazilië · Britse Maagdeneilanden · Brunei · Bulgarije · Burkina Faso · Burundi · Cambodja · Canada · Centraal-Afrikaanse Republiek · Chili · China · Chinees Taipei · Colombia · Comoren · Congo-Brazzaville · Congo-Kinshasa · Cookeilanden · Costa Rica · Cuba · Cyprus · Denemarken · Djibouti · Dominica · Dominicaanse Republiek · Duitsland · Ecuador · Egypte · El Salvador · Equatoriaal-Guinea · Eritrea · Estland · Ethiopië · Fiji · Filipijnen · Finland · Frankrijk · Gabon · Gambia · Georgië · Ghana · Grenada · Griekenland · Groot-Brittannië · Guam · Guatemala · Guinee · Guinee‑Bissau · Guyana · Haïti · Honduras · Hongarije · Hongkong · Ierland · IJsland · India · Indonesië · Irak · Iran · Israël · Italië · Ivoorkust · Jamaica · Japan · Jemen · Jordanië · Kaaimaneilanden · Kaapverdië · Kameroen · Kazachstan · Kenia · Kirgizië · Kiribati · Koeweit · Kroatië · Laos · Lesotho · Letland · Libanon · Liberia · Libië · Liechtenstein · Litouwen · Luxemburg · Macedonië · Madagaskar · Malawi · Malediven · Maleisië · Mali · Malta · Marokko · Mauritanië · Mauritius · Mexico · Micronesië · Moldavië · Monaco · Mongolië · Mozambique · Myanmar · Namibië · Nauru · Nederland · Nederlandse Antillen · Nepal · Nicaragua · Nieuw-Zeeland · Niger · Nigeria · Noord-Korea · Noorwegen · Oeganda · Oekraïne · Oezbekistan · Oman · Oostenrijk · Oost‑Timor · Pakistan · Palau · Palestina · Panama · Papoea-Nieuw-Guinea · Paraguay · Peru · Polen · Portugal · Puerto Rico · Qatar · Roemenië · Rusland · Rwanda · Saint Kitts en Nevis · Saint Lucia · Saint Vincent en Grenadines · Salomonseilanden · Samoa · San Marino · Sao Tomé en Principe · Saoedi-Arabië · Senegal · Servië en Montenegro · Seychellen · Sierra Leone · Singapore · Slovenië · Slowakije · Soedan · Somalië · Spanje · Sri Lanka · Suriname · Swaziland · Syrië · Tadzjikistan · Tanzania · Thailand · Togo · Tonga · Trinidad en Tobago · Tsjaad · Tsjechië · Tunesië · Turkije · Turkmenistan · Uruguay · Vanuatu · Venezuela · Verenigde Arabische Emiraten · Verenigde Staten · Vietnam · Wit-Rusland · Zambia · Zimbabwe · Zuid-Afrika · Zuid-Korea · Zweden · Zwitserland